# 福岡県立門司大翔館高等学校
福岡県立門司大翔館高等学校（ふくおかけんりつ もじだいしょうかんこうとうがっこう）は、福岡県北九州市門司区藤松二丁目にある全日制単位制の公立高等学校。

## 沿革
- 2004年11月1日 - 福岡県立門司商業高等学校と福岡県立大里高等学校を統合再編し設置
- 2005年4月7日 - 開校

## 校訓
- 立志勤勉
- 自主創造
- 誠敬忍耐

## 校歌
- 作詞: 西山和夫
- 作曲: 岡野貞一

校歌は、門司市歌の曲に別の歌詞をつけたものである。なお、作曲者の岡野は1941年に死去しているため、曲に係る著作権は1991年末をもって消滅している。

## 部活動
| 運動部 - 陸上競技部 - 硬式野球部 - サッカー部 - ソフトテニス部 - バレーボール部 - バスケットボール部 - バドミントン部 - 卓球部 - 剣道部 - 弓道部 - 総合体育（水泳）部 | 文化部 - 音楽部 - 放送・演劇部 - 写真部 - 書道部 - 美術部 - 茶・華道部 - 情報処理部 - 簿記部 - アジア学研究部 - 理数研究部 - 総合文化（文芸）部 - ESS（英語）部 - 人権問題告発部 |

## 卒業生
- 坪郷来紀 - プロサッカー選手

## 交通
最寄りのバス停
- 西鉄バス北九州「門司大翔館高校」バス停より徒歩1分

最寄りの道路
- 北九州都市高速4号線「大里出入口」より車で約10分
- 北九州市道新町井ノ浦線

## 周辺
- 北九州市立緑丘中学校
- 北九州市立藤松小学校